# Gà tuyết Himalaya
Tetraogallus himalayensis là một loài chim trong họ Phasianidae.

## Hình ảnh

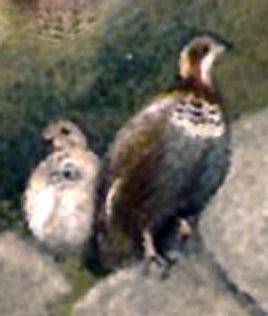
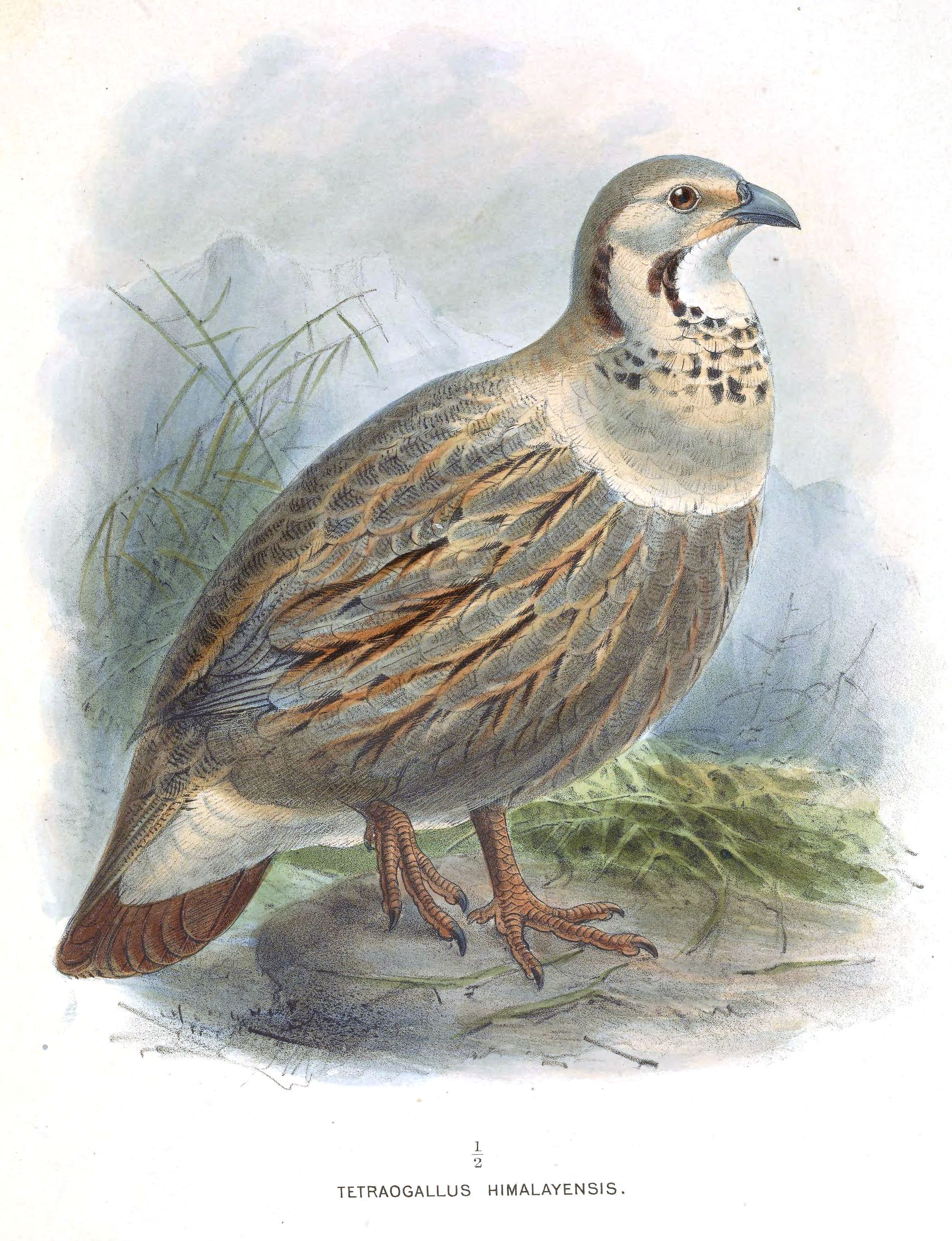
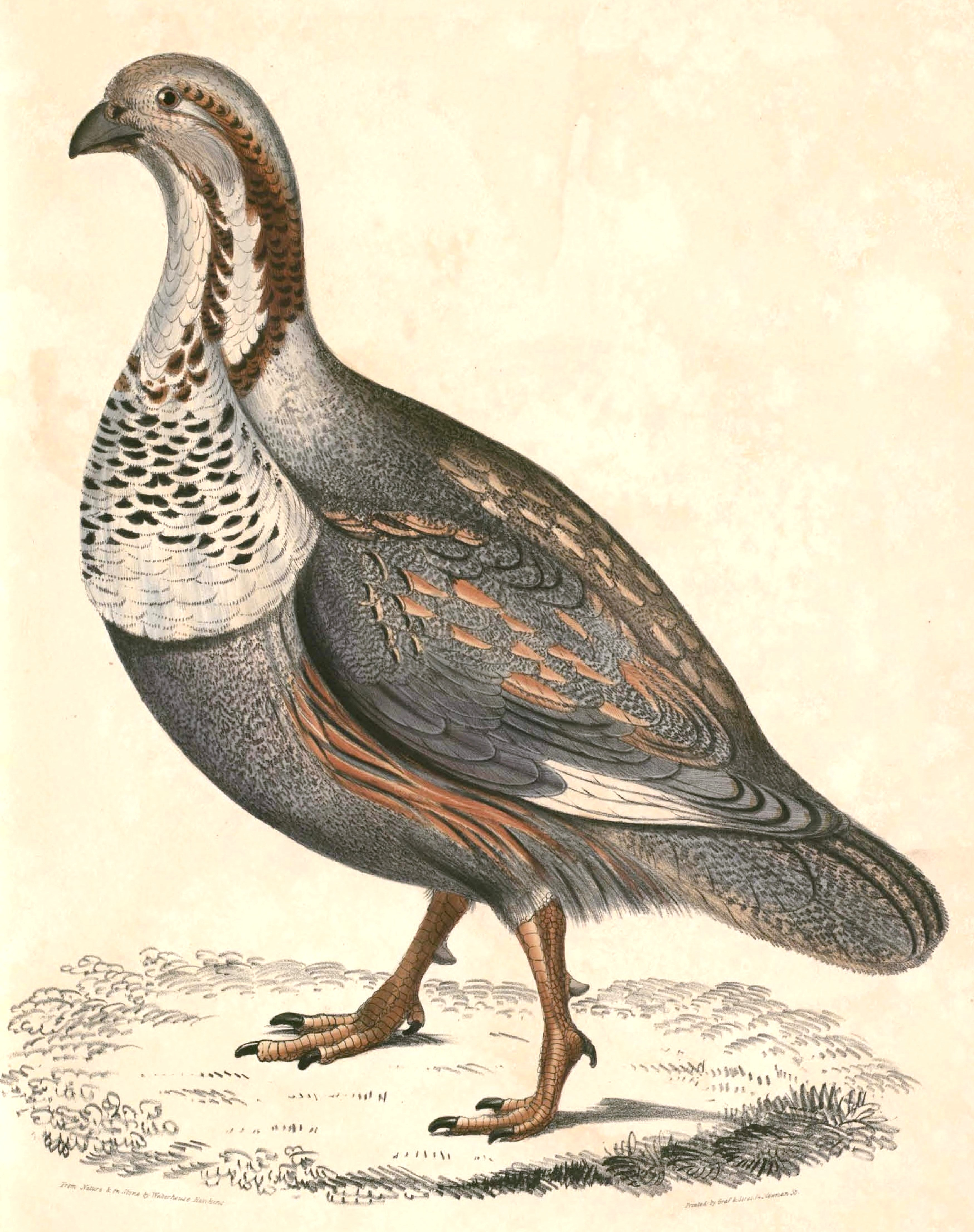